# Gongronema angolense
Gongronema angolense är en oleanderväxtart som först beskrevs av Nicholas Edward Brown, och fick sitt nu gällande namn av Arthur Allman Bullock. Gongronema angolense ingår i släktet Gongronema och familjen oleanderväxter. Inga underarter finns listade i Catalogue of Life.